# Wiktoryn (Białoruś)
Wiktoryn (biał. Віктарын; ros. Викторин) – przysiółek na Białorusi, w rejonie budzkim obwodu homelskiego, nad rzeczką Gliną, około 11 km na północ od Budy Koszelewskiej przy drodze prowadzącej do tego miasteczka.

## Historia
Dobra te należały do powiatu rzeczyckiego Rzeczypospolitej, do parafii w Luszewie. Wieś wtedy nosiła inną nazwę. W XVIII wieku majątek ten stał się główną siedzibą rodziny Dernałowiczów. Pierwszym dziedzicem wsi był najprawdopodobniej Franciszek Kazimierz Doria-Dernałowicz (zm. w 1742 roku), sędzia grodzki rzeczycki. Jego syn, Leon Józef (zm. w 1793 roku), chorąży rzeczycki, ożenił się z Wiktorią Chlewińską. To on – od imienia swej żony – zmienił nazwę swojej siedziby. Po nim dziedzictwo objął jego syn Wincenty Doria-Dernałowicz (zm. w 1829 roku), szambelan króla Stanisława Augusta, a następnie syn Wincentego Tadeusz Rajmund Doria-Dernałowicz (1794–1862). Ponieważ nie miał on męskiego potomka, dobra odziedziczyła jego córka Ewa, która poślubiła swojego kuzyna Seweryna Doria-Dernałowicza z pobliskiego Rohinia (oboje byli prawnukami Leona Józefa). Po śmierci Ewy ich syn Stanisław (1879–1918) był ostatnim właścicielem Wiktoryna.
Po II rozbiorze Polski w 1793 roku znalazły się na terenie Imperium Rosyjskiego. W latach 80./90. XIX wieku we wsi znajdował się młyn wodny, warsztat foluszniczy i 4 karczmy.
Od 1991 roku – na Białorusi.
Wieś jeszcze na niemieckich mapach z 1943 roku była zaznaczana osobno. Obecnie jest to przysiółek wsi Rudnia Wiktoryńska.

## Nieistniejące zabytki
Leon Józef zbudował w majątku klasycystyczny dwór o indywidualnych cechach, charakterystycznych dla północno-wschodnich ziem Rzeczypospolitej. Była to drewniana, parterowa, trzynastoosiowa budowla z pięcioosiową piętrową częścią centralną, przed którą stał sześciokolumnowy portyk w wielkim porządku (dwie centralne kolumny podtrzymywały balkon umieszczony w portyku na I piętrze) zwieńczony trójkątnym szczytem. Cały budynek był zaprojektowany na planie prostokąta z wysokimi, mieszkalnymi suterenami. Przed portykiem usytuowany był obszerny taras, na który prowadziły kilkunastostopniowe zwężające się ku górze schody. W dosyć dużej odległości od dworu, po jego obu stronach znajdowały się dwie oficyny, również w formie architektury dworkowej (dziewięcioosiowe, parterowe, z gankiem nad którym znajdował się trójkątny szczyt wsparty czterema kolumnami). W jednej z nich znajdowała się kuchnia, w drugiej – mieszkanie rządcy.
We dworze znajdowały się bogate zbiory obrazów i archiwum. Wszystkie cenne zabytki zostały uratowane przed rewolucją październikową i wywiezione do innej siedziby Dernałowiczów, w Mińsku Mazowieckim. Zostały tam zniszczone przez Niemców w czasie II wojny światowej.
Dwór stał wśród obszernego angielskiego parku, którego centralną część stanowił paradny dziedziniec z gazonem przed dworem. Dwór został zniszczony po 1917 roku.
Po przeciwnej stronie dworu, przy drodze stał drewniany kościół katolicki o tych samych cechach stylowych co zabudowania dworskie. Prawdopodobnie został również wzniesiony przez Leona Józefa. Była to wysoka wieża z czterokolumnowym portykiem zwieńczonym trójkątem, stanowiącym wejście. Było to również mauzoleum, w którym chowano zmarłych członków rodziny Dernałowiczów. Kościółek ten został zniszczony w latach 1941–1944.
Majątek w Wiktorynie jest opisany w 1. tomie Dziejów rezydencji na dawnych kresach Rzeczypospolitej Romana Aftanazego.